# Сульборовиці
Сульборовиці (пол. Sulborowice) — село в Польщі, у гміні Фалкув Конецького повіту Свентокшиського воєводства. Населення — 168 осіб (2011).
У 1975-1998 роках село належало до Пйотрковського воєводства.

## Демографія
Демографічна структура на день 31 березня 2011 року:
|          | Загалом | Допрацездатний вік | Працездатний вік | Постпрацездатний вік |
| -------- | ------- | ------------------ | ---------------- | -------------------- |
| Чоловіки | 78      | 11                 | 57               | 10                   |
| Жінки    | 90      | 19                 | 43               | 28                   |
| Разом    | 168     | 30                 | 100              | 38                   |